# Parque Nacional Llanganates
O Parque Nacional Llanganates é uma área protegida no Equador, situada nas províncias de Cotopaxi, Pastaza, Tungurahua e Napo. O nome "llanganates" supostamente vem de "montanha bonita" na língua quíchua. A montanha, chamada de forma semelhante, Cerro Hermoso, que também significa "montanha bonita" em espanhol, está localizada no parque nacional. O parque é conhecido pelo "tesouro de Llanganatis".
O parque pode ser acessado por diversas direções, mas os visitantes veem costumeiramente pelos cantões e cidades de Salcedo, Patate, Pillaro, Baños e Río Verde.

## Ecologia
O parque é dividido em duas zonas ecológicas, a zona ocidental e a zona oriental. A zona ocidental está localizada no páramo andino, bem acima da zona oriental. Na zona ocidental, os visitantes encontram uma paisagem de picos montanhosos e profundos vales. A região é habitada principalmente por camelídeos da América do Sul, como as vicunhas, lhamas e alpacas.
A zona oriental está localizada nos flancos orientais dos Andes. Os visitantes encontram uma rica diversidade de plantas e animais entre as florestas fechadas da alta Amazônia. Esta região é praticamente inacessível, e as excursões para esta região são realizadas costumeiramente a pé. O grande número de rios, cujas nascentes se encontram nos Andes, dificultam ainda mais a exploração turística da região. 